# Film

Spesso citato come il primo film della storia, Sallie Gardner at a Gallop di Eadweard Muybridge è del 1878

Un film o pellicola e, raramente, filme è un'opera d'arte visiva che simula esperienze e comunica in altro modo idee, storie, percezioni, sentimenti, bellezza o atmosfera attraverso l'uso di immagini in movimento. Queste immagini sono generalmente accompagnate da suoni e, più raramente, da altre stimolazioni sensoriali.

## Descrizione
Una serie di immagini che, dopo essere state registrate su uno o più supporti cinematografici e una volta proiettate su uno schermo, creano l'illusione di un'immagine in movimento. Questa illusione ottica permette a colui che guarda lo schermo, nonostante siano diverse immagini che scorrono in rapida successione, di percepire un movimento continuo.
Il processo di produzione cinematografica viene considerato ad oggi sia come arte che come un settore industriale. Un film viene materialmente creato in diversi metodi: riprendendo una scena con una macchina da presa, oppure fotografando diversi disegni o modelli in miniatura utilizzando le tecniche tradizionali dell'animazione, oppure ancora utilizzando tecnologie moderne come la CGI e l'animazione al computer, o infine grazie ad una combinazione di queste tecniche.
L'immagine in movimento può eventualmente essere accompagnata dal suono. In tale caso il suono può essere registrato sul supporto cinematografico, assieme all'immagine, oppure può essere registrato, separatamente dall'immagine, su uno o più supporti fonografici. Con la parola cinema (abbreviazione di cinematografia, dal greco antico κίνημα, -τος "movimento" e γραφή, graphḗ, "scrittura") ci si è spesso normalmente riferiti all'attività di produzione dei film o all'arte a cui si riferisce. Ad oggi con questo termine si definisce l'arte di stimolare delle esperienze per comunicare idee, storie, percezioni, sensazioni, il bello o l'atmosfera attraverso la registrazione o il movimento programmato di immagini insieme ad altre stimolazioni sensoriali.
In origine i film venivano registrati su pellicole di materiale plastico attraverso un processo fotochimico che poi, grazie ad un proiettore, si rendevano visibili su un grande schermo. Attualmente i film sono spesso concepiti in formato digitale attraverso tutto l'intero processo di produzione, distribuzione e proiezione.
Il film è un artefatto culturale creato da una specifica cultura, riflettendola e, al tempo stesso, influenzandola. È per questo motivo che il film viene considerato come un'importante forma d'arte, una fonte di intrattenimento popolare ed un potente mezzo per educare (o indottrinare) la popolazione. Il fatto che sia fruibile attraverso la vista rende questa forma d'arte una potente forma di comunicazione universale. Alcuni film sono diventati popolari in tutto il mondo grazie all'uso del doppiaggio o dei sottotitoli per tradurre i dialoghi del film stesso in lingue diverse da quella (o quelle) utilizzata nella sua produzione.
Le singole immagini che formano il film sono chiamate "fotogrammi". Durante la proiezione delle tradizionali pellicole di celluloide, un otturatore rotante muove la pellicola per posizionare ogni fotogramma nella posizione giusta per essere proiettato. Durante il processo, fra un frammento e l'altro vengono creati degli intervalli scuri, di cui però lo spettatore non nota la loro presenza per via del cosiddetto effetto della persistenza della visione: per un breve periodo di tempo l'immagine permane a livello della retina. La percezione del movimento è dovuta ad un effetto psicologico definito come "fenomeno Phi".

## Etimologia
Il termine film è un prestito linguistico della lingua inglese nella quale indica una membrana o un sottile strato di materiale; è quindi un sinonimo di pellicola e, come tale, fino agli anni trenta del XX secolo il termine veniva usato al femminile ("la film"), per poi trasformarsi in sostantivo maschile.
Per metonimia, con il termine film, si passa dall'indicare la pellicola cinematografica all'indicare l'immagine in movimento registrata sulla pellicola cinematografica. Tale metonimia nasce prima dell'avvento del supporto video; cioè quando la pellicola cinematografica rappresenta il supporto cinematografico normalmente utilizzato. In seguito vengono inventati ed utilizzati molti altri tipi di supporti cinematografici. È quindi per estensione semantica che viene chiamata "film" o "pellicola" anche l'immagine in movimento registrata su un supporto cinematografico diverso dalla pellicola cinematografica.

## Tipologie

### Durata

#### Film a corto metraggio
Un film a corto metraggio (più frequentemente e brevemente chiamato "cortometraggio") è un film di breve durata. Non esiste un tempo preciso, universalmente accettato, per la durata del cortometraggio. Normalmente si intende un film non superiore ai 30 minuti. Ma alcuni enti considerano una durata maggiore. Ad esempio l'Academy of Motion Picture Arts and Sciences considera una durata massima di 40 minuti. L'espressione "corto metraggio" nasce in riferimento alla pellicola cinematografica. In particolare alla lunghezza della pellicola cinematografica. La durata dell'immagine in movimento di un film è infatti direttamente proporzionale alla lunghezza della pellicola cinematografica su cui è registrata.

#### Film a medio metraggio
Un film a medio metraggio (più frequentemente e brevemente chiamato "mediometraggio") è un film di media durata.

#### Film a lungo metraggio
Un film a lungo metraggio (più frequentemente e brevemente chiamato "lungometraggio") è un film di lunga durata.

### Colorazione

#### Film in bianco e nero
Un film in bianco e nero è un film nel quale l'immagine in movimento è un'immagine in bianco e nero. L'uso consolidato dell'espressione "immagine in bianco e nero" è improprio. Di conseguenza anche l'uso consolidato dell'espressione "film in bianco e nero" è improprio, poiché in realtà le immagini in movimento sono registrate su una pellicola a scala di grigi ed inoltre vengono definiti così anche film registrati con particolari filtri che utilizzano sfumature di un solo colore, come il seppia.

#### Film a colori
Un film a colori è un film nel quale l'immagine in movimento è un'immagine a colori. Anche l'uso consolidato dell'espressione "immagine a colori" è improprio. Di conseguenza anche l'uso consolidato dell'espressione "film a colori" è improprio. In particolare l'espressione "film a colori" viene usata in contrapposizione all'espressione "film in bianco e nero". Il primo film a colori della storia è del 1908: A Visit to the Seaside di George Albert Smith.

### Suono

#### Film muto
Un film muto è un film in cui non sono presenti i suoni della scena girata, ma è presente una colonna sonora. In altri termini è un film nel quale l'immagine in movimento non è accompagnata dal suono, se non quello di una musica di accompagnamento. Alle volte possono essere presenti sottotitoli o fermi immagine con il testo dei dialoghi.

#### Film sonoro
Un film sonoro è un film in cui sono udibili i suoni della scena rappresentata. In altri termini è un film nel quale l'immagine in movimento è accompagnata dal suono prodotto dalla voce degli attori e dalle circostanze della scena. Il primo film sonoro della storia è del 1926: Don Giovanni e Lucrezia Borgia di Alan Crosland.

### Mercato
Un film per il cinema è un film che ha come mercato primario la sala cinematografica pubblica. Normalmente, nella medesima sala, sono disponibili più visioni pubbliche al giorno del film. Le visioni possono protrarsi fino a qualche mese. Dipende dal successo di pubblico ottenuto dal film. Prevalentemente si protraggono per due o tre settimane. Dopo essere stato distribuito nelle sale cinematografiche, un film per il cinema spesso viene anche trasmesso in televisione e pubblicato in home video.

#### Film per la televisione
Un film per la televisione è un film che ha come mercato primario la televisione. Raramente un film per la televisione viene anche distribuito nelle sale cinematografiche. Spesso invece viene anche pubblicato in home video.

## Tecnica
Da un punto di vista tecnico un film è una sequenza di immagini, dette "fotogrammi", incise su una striscia di poliestere o di triacetato di cellulosa (la pellicola vera e propria) da proiettare ad una velocità tale (24 fotogrammi al secondo solitamente, ma ne bastano 12 per ottenere l'effetto) che possano rendere l'illusione ottica del movimento, tipica del cinema.
Nei primi anni della storia del film, a causa del fatto che gli apparati di riproduzione erano manuali, attivati dall'operatore con la manovella, la velocità pratica variava da film a film e spesso addirittura da una scena all'altra dello stesso film. Inizialmente si usavano 16-18 fotogrammi per secondo, ma, con l'introduzione del suono, si è passati a 24 fotogrammi per secondo. Altri perfezionamenti includono la meccanizzazione delle telecamere da ripresa, che ha reso possibile una registrazione a velocità costante, la sincronizzazione dell'audio, l'apparizione dei colori e di diversi formati di aspetto dello schermo, reso più largo, come ad esempio con il CinemaScope, che si sono imposti come standard per le produzioni dotate di elevati budget.
È da evidenziare che la maggioranza degli apparati di proiezione sono al giorno d'oggi realizzati in modo tale che nessuna immagine sia rappresentata sullo schermo per più di due fotogrammi successivi, così da produrre l'impressione della fluidità.

## Diritto dell'opera cinematografica
Il film in quanto opera cinematografica è tutelato da diritto d'autore. Il titolare di tale diritto è il produttore cinematografico.
Poiché è frutto di più autori l'opera cinematografica è un'opera collettiva i cui coautori sono, secondo l'articolo 44 della Legge sul Diritto d'Autore (LDA), l'autore del soggetto, l'autore della sceneggiatura, l'autore della musica e il direttore artistico.

### Diritti tutelati
Diritti patrimoniali: durano per tutta la vita degli autori e fino al settantesimo anno dopo la loro morte.
- Diritto di riproduzione e distribuzione
- Diritto di comunicazione al pubblico
- Diritto di elaborazione

Diritti morali: hanno durata illimitata in quanto sono irrinunciabili ed inalienabili.
- Paternità dell'opera: l'autore ha il diritto di rivendicare l'opera e disconoscere i falsi.
- Integrità: l'autore ha il diritto di opporsi a qualsiasi deformazione, mutilazione o altra modificazione dell'opera.
- Ritiro dal commercio

Secondo l'articolo 46 della LDA, anche se il produttore cede i diritti di diffusione, ai singoli autori spetterà sempre un compenso proporzionale al lavoro da loro svolto per produrre l'opera.
Secondo l'articolo 78 della LDA, solo il produttore ha il diritto di autorizzare la riproduzione, distribuzione, il noleggio, il prestito e la comunicazione al pubblico. Essendo diritti connessi durano 50 anni.

## Storia della cinematografia
La denominazione di "cinematografo" proviene dall'apparato brevettato dai fratelli Auguste e Louis Lumière nel 1895, basato su alcune innovazioni tecniche rispetto a quelli dei loro predecessori (d'altra parte, precedentemente, con il termine di "cinématographe" era stato denominato l'apparato di cronofotografia del francese Léon Bouly). La prima proiezione pubblica, con l'apparato dei fratelli Lumière, ebbe luogo il 28 dicembre 1895. Essa avvenne appunto in pubblico, a pagamento, all'interno della "Sala Indiana" del Gran Cafè de Paris. Il film proiettato si intitolava L'uscita dalle officine Lumière.
Come anche nel caso di tutte le altre arti, il cinematografo si sottopone più o meno ad una classificazione in correnti:
- Impressionismo francese
- Avanguardia storica
- Neorealismo italiano
- Nouvelle Vague francese
- Nuova onda svedese
- Free cinema o The Agry Young Man Movement
- New Wave hongkonghese
- New American Cinema
- Cinema Novo o Third World Cinema
- Neorealismo Cinese (Zhang Yimou, Ang Lee, Wong Kar-wai...)

e altri.
Il primo film proiettato pubblicamente in Italia risale al 20 settembre 1905: fu La presa di Roma di Filoteo Alberini. Lungo 250 metri, contro i 40-60 tradizionali, costò ben 500 lire. Oggi si conservano solamente 75 metri di pellicola che corrispondono a quattro minuti di proiezione.